# Stictocardia lutambensis
Stictocardia lutambensis là một loài thực vật có hoa trong họ Bìm bìm. Loài này được (Schulze-Menz) Verdc. miêu tả khoa học đầu tiên năm 1958.